# Ectoedemia grandisella
Ectoedemia grandisella là một loài bướm đêm thuộc họ Nepticulidae. Loài này có ở Texas.